# Southland Stags
Los Southland Stags son un equipo provincial profesional de Nueva Zelanda que representa a la Southland Rugby Football Union de la Región de Southland en competencias domésticas de rugby.
Participa anualmente en el National Provincial Championship.
En el Super Rugby es representado por el equipo de Highlanders.

## Historia
Desde el año 1976 participa en la principal competición entre clubes provinciales de Nueva Zelanda, en la cual ha obtenido varios torneos de segunda división.
Durante su larga historia han enfrentado a diferentes equipos nacionales, logrando triunfos sobre Australia, Francia e Italia, además ha sido visitado en varias ocasiones por los British and Irish Lions logrando un récord ante ellos de 2 victorias y 8 derrotas.

## Palmarés

### Segunda División
- Segunda División del NPC (4): 1984, 1989, 1994, 1996

## Jugadores emblemáticos
| - John Stead - Brushy Mitchell - Jock Richardson - Andrew White - Bill McCaw - Kelvin Tremain - Ken Stewart - Frank Oliver - Leicester Rutledge - Steven Pokere - Jeff Wilson | - Justin Marshall - Simon Culhane - Pita Alatini - Andrew Hore - Corey Flynn - Clarke Dermody - Jimmy Cowan - Lima Sopoaga - Jamie Mackintosh - Elliot Dixon |